# Спасово (Кировоградская область)
Спа́сово (укр. Спасове) — село в Новгородковской поселковой общине Кропивницкого района Кировоградской области Украины.
До 2020 года входило в Новгородковский район
Население по переписи 2001 года составляло 790 человек. Почтовый индекс — 28222. Телефонный код — 5241. Код КОАТУУ — 3523485801.